# Однопалатний парламент

Двопалатні парламенти.
Однопалатні парламенти.
Парламент відсутній.

Однопалатний парламент — структура парламенту, при якій він складається з однієї палати. Найчастіше країни, в яких функціонують однопалатні законодавчі органи, є невеликими однорідними унітарними державами, для яких необхідність у верхній або другій палаті відсутня.

## Приклади
Приблизно половина суверенних держав світу мають нині однопалатну парламентську систему, причому до них належать як найбільш багатонаселені (Китайська Народна Республіка), так і карликові (Ватикан) держави. 
Багато адміністративних одиниць країн мають однопалатні законодавчі органи. До них відносяться, наприклад, Небраска, Гуам і Віргінські острови в США, всі російські регіони, Гонконг, всі провінції і території Канади, всі німецькі землі, всі італійські регіони і всі іспанські автономні спільноти.
У Великій Британії однопалатними є шотландський парламент, Парламент Уельсу та Асамблея Північної Ірландії.
- Вірменія — Парламент Республіки Вірменія.
- Гондурас — Національний конгрес Гондурасу.
- Греція — Грецький парламент.
- Данія — Фолькетинг.
- Ізраїль — Кнесет.
- Ісландія — Альтинг.
- Молдова — Парламент Молдови.
- Португалія — Асамблея Республіки Португалія.
- Сербія — Парламент Сербії.
- Угорщина — Парламент Угорщини.
- Швеція — Риксдаг Швеції.
- Україна — Верховна рада України.

- Українська Центральна Рада (1917—1918)
- Кубанська Законодавча Рада (1917—1918)
- Сойм Карпатської України (1939)